# Britt-Louise Tillbom
Britt-Louise Tillbom född 23 maj 1942 i Bromma, är en svensk skådespelare. 
Hon regisserade amatörteatergruppen Teater i Glasriket i deras uppsättning av "Lysistrate".
Hon var 1973–1979 gift med skådespelaren Lasse Petterson (1935–2019) och fick med honom barnen Martina (född 1968), Andreas (född 1971) och Sandra (född 1973).

## Filmografi (urval)
- 1972 –  Magnetisören (TV)
- 1974 –  Brända tomten (TV)
- 1976 – Mina drömmars stad
- 1978 –  Strandvaskeren (TV-serie)
- 1979 – Pojken som lånade ut sin röst (TV-serie)
- 1982 – Avgörandet
- 2003 – En utflykt till månens baksida

## Teater

### Roller (ej komplett)
| År   | Roll       | Produktion                                                       | Regi               | Teater                    |
| ---- | ---------- | ---------------------------------------------------------------- | ------------------ | ------------------------- |
| 1980 | Lucy Brown | Tolvskillingsoperan Bertolt Brecht och Kurt Weill                | Lars Göran Carlson | Parkteatern               |
| 1982 |            | Mannen från La Mancha Mitch Leigh, Joe Darion och Dale Wasserman | Georg Malvius      | Örebro länsteater         |
| 1983 | Beatrice   | Utsikt från en bro Arthur Miller                                 | Georg Malvius      | Örebro länsteater         |
| 2002 |            | Richard III William Shakespeare                                  | Pontus Plaenge     | Shakespeare på Gräsgården |